# Hans Hagen (1927)
Hans Hagen citato anche come Hansi Hagen (7 giugno 1927 – 23 febbraio 1993) è stato un calciatore svizzero, di ruolo attaccante.